# Парламентские выборы в Латвии (1940)
 Парламентские выборы в Латвии прошли 14 и 15 июля 1940 года (воскресенье-понедельник) наравне с аналогичным выборами в Литве и Эстонии. К участию в выборах была допущена лишь одна партия — «Блок трудового народа», сформированная из членов вышедшей из подполья Коммунистической партии Латвии. Остальные партии, такие как «Демократический блок», были запрещены указом президента Ульманиса в 1934 году, а их члены либо арестованы (такие как Хуго Целминьш) депортированы, или сбежали за границу (как например Вольдемар Замуэль).
Журналист и педагог Генрих Гроссен вспоминал:

Генерал Балодис, Русис (адвокат) наивно вручили в главную избирательную комиссию свой список кандидатов. Этот список безусловно имел бы среди народа успех, так как возглавляли его популярные личности, а Балодис, как я уже говорил, стоял в оппозиции к «самому старику» — Ульманису. Балодис с женой жил тоже на даче в Лелупе, только вблизи пляжа. В начале августа поздно вечером прибыли на автомобиле чины латвийской чека, арестовали его и отправили в Ригу, на городскую квартиру, где произвели обыск, а затем приказали снарядиться в «далекий путь» ему и его жене. Дали им взять с собой два чемодана и отправили в большой карете — «Берте» на товарную станцию, а оттуда в Москву.

Выборы прошли с нарушениями действующих законов, в том числе конституции, а результаты были фальсифицированы.
Также всем участникам голосования ставилась специальная отметка в паспорт. Тайное голосование отсутствовало, поскольку бюллетень надо было опускать в урну на глазах членов избирательных комиссий.
21 июля 1940 года новоизбранный Народный Сейм, в котором все 100 мест принадлежали «Блоку трудового народа», провозгласил Латвию советской республикой и единогласно проголосовал за присоединение к СССР. Уже 5 августа 1940 года Латвия стала пятнадцатой союзной республикой в составе СССР.

## Результаты
| Партия            | Партия                | Голосов   | %      | Мест получено |
| ----------------- | --------------------- | --------- | ------ | ------------- |
|                   | Блок трудового народа | 1 155 807 | 97,84  | 100           |
| Против            | Против                | 25 516    | 2,16   |               |
| Всего             | Всего                 | 1 181 323 | 100,00 | 100           |
| Явка избирателей  | Явка избирателей      | 1 246 216 | -      |               |
| Источник: My Riga |                       |           |        |               |

Всего в выборах приняло участие 1 226 216 имевших избирательное право граждан. По официальным данным за «Блок трудового народа» проголосовало 1 155 807 человек, или 97,84% от общего числа избирателей. Против проголосовало 25 516 человек, или 2,16%. «Латвийский союз трудящихся» получил по результатам выборов все 100 мест в Народном Сейме.